# Dau Udo
Dau Udo (Daudo, Dau Udu, Daudu) ist ein osttimoresischer Suco im Verwaltungsamt Cailaco (Gemeinde Bobonaro).

## Geographie
Dau Udo liegt im Osten des Verwaltungsamts Cailaco. Südlich liegt der Suco Guenu Lai, westlich der Suco Meligo und nördlich der Suco Atudara. Östlich liegt jenseits des Flusses Marobo das zur Gemeinde Ermera gehörende Verwaltungsamt Hatulia mit seinem Suco Leimea-Craic. Im Süden entspringen die Flüsse Timerema und Hatopaci, Nebenflüsse des Nunura. Berge sind unter anderem der Foho Aisaromelau (524 m, Lage) und der Foho Mutolaeo (536 m, Lage). Noch höher sind die Ausläufer des Foho Nunulaus im Südwesten des Sucos (hier bis zu 637 m). Dau Udo hat eine Fläche von 8,95 km² und teilt sich in die zwei Aldeias Cauloco Lete und Sah-Heu (Saiheu).
Bei der Gebietsreform 2015 gab Dau Udo große Gebiete im Norden an Atudara und im Süden an Guenu Lai. Im Westen erhielt Dau Udo dafür kleinere Gebiete von Meligo.
Am Timerema liegen die Orte Gerotete, Sah-Heu und Banerema. In Sah-Heu gibt es eine Grundschule, die Escola Primaria Dau Udo.

## Einwohner
Im Suco leben 343 Einwohner (2022), davon sind 179 Männer und 164 Frauen. Im Suco gibt es 379 Haushalte. Über 95 % der Einwohner geben Kemak als ihre Muttersprache an. Kleine Minderheiten sprechen Bunak oder Tetum Prasa.

## Politik
Chefe de Suco José Pou Lelo war eines der Opfer der Hinrichtungen in Cailaco im April 1999 durch das indonesische Militär.
Bei den Wahlen von 2004/2005 wurde Julio Viana zum Chefe de Suco gewählt. Bei den Wahlen 2009 gewann Agapito S. Loe Mau, 2016 Anibal Mau Lelo Soares und 2023 Antoninho Maria Soares.